# Photographs and Memories
Photographs and Memories is de achttiende aflevering van het dertiende seizoen van de televisieserie ER, die voor het eerst werd uitgezonden op 12 april 2007.

## Verhaal
De SEH krijgt slachtoffers van een ongeluk tussen een vrachtwagen en een personenauto waarin een dode valt. Later blijkt dat de vrachtwagenchauffeur lijdt aan dyslexie, normaal volgt hij de aanwijzingen op van zijn vrouw die altijd met hem meerijdt. Nu sliep de vrouw en de chauffeur dacht dat hij gewoon door kon rijden met alle gevolgen van dien. 
Taggart viert vandaag haar eerste verjaardag zonder haar zoon Alex en ontmoet op de SEH een fotografe die haar kijk op het leven veranderd. De fotografe fotografeert terminale patiënten in de laatste fase van hun leven, dit maakt indruk op Taggart. 
Dr. Barnett en dr. Rasgotra geven tegenstrijdige signalen naar elkaar toe en geen van beiden weten hoe hun relatie ervoor staat. Dr. Rasgotra maakt kennis met een nieuwe studente die door dr. Dubenko boven haar gesteld wordt, dit doet haar zelfverzekerdheid geen goed. 
Dr. Gates wordt gevolgd door een student die hem wijst op mogelijke fouten. Ondertussen vertelt hij aan Sarah dat hij haar biologische vader kan zijn. 
Dr. Kovac en dr. Lockhart proberen hun huwelijk te plannen, al snel beseffen zij dat zij dit niet in eigen hand kunnen houden. Dr. Morris en Bobeck bemoeien zich met hun plannen en willen ongevraagd de regie overnemen. 

## Rolverdeling

### Hoofdrollen
- Goran Višnjić - Dr. Luka Kovac
- Maura Tierney - Dr. Abby Lockhart
- Mekhi Phifer - Dr. Gregory Pratt
- Parminder Nagra - Dr. Neela Rasgrota
- John Stamos - Dr. Tony Gates
- Shane West - Dr. Ray Barnett
- Scott Grimes - Dr. Archie Morris
- Leland Orser - Dr. Lucien Dubenko
- Linda Cardellini - verpleegster Samantha Taggart
- Laura Cerón - verpleegster Chuny Marquez
- Montae Russell - ambulancemedewerker Dwight Zadro
- Emily Wagner - ambulancemedewerker Doris Pickman
- Brian Lester - ambulancemedewerker Brian Dumar
- Chloe Greenfield - Sarah Riley
- Busy Philipps - Hope Bobeck
- Troy Evans - Frank Martin

### Gastrollen (selectie)
- Annabella Sciorra - Diana Moore
- Vyto Ruginis - Wright
- Seymour Cassel - Alfred Gower
- Julia Ling - Mae Lee Park
- Steve Bacic - Derek Marshak
- Molly Baker - Mary Marshak
- Marc Jablon - Larry Weston
- Brett Rickaby - Vincent Hales
- Katrina Begin - Ginger